# Marian Szczerek
Marian Michał Szczerek (ur. 12 września 1950 w Sanoku) – polski inżynier, specjalista tribologii, profesor zwyczajny, wykładowca.

## Życiorys
W 1969 ukończył Zespół Szkół Mechanicznych w Sanoku z tytułem technika mechanika o specjalności obróbka skrawaniem (w jego klasie był m.in. Krzysztof Kosim). Absolwent studiów na Wydziale Mechanicznym Politechniki Krakowskiej w 1974. W 1976 został pracownikiem naukowo-dydaktycznym w Wyższej Szkole Inżynierskiej w Radomiu. W 1981 uzyskał doktorat na Politechnice Warszawskiej. Od 1981 do 1984 był dyrektorem Instytutu Teorii i Konstrukcji, od 1984 do 1986 prodziekanem Wydziału Mechanicznego. W 1986 został zastępcą dyrektora ds. Naukowo-Badawczych w Instytucie Technologii Eksploatacji Państwowego Instytutu Badawczego. W 1996 uzyskał habilitację. 10 października 2003 otrzymał tytuł profesora Instytutu Technologii Eksploatacji w Radomiu. Został profesorem zwyczajnym Uniwersytetu Technologiczno-Humanistycznego im. Kazimierza Pułaskiego w Radomiu (Zakład Inżynierii Materiałowej w Instytucie Budowy Maszyn na Wydziale Mechanicznym).
Jego zainteresowaniami naukowo-badawczymi zostały budowa i eksploatacja maszyn, inżynieria materiałowa, tribologia, metodologia badań. Został autorem i współautorem licznym publikacji naukowych. Został członkiem i prezesem Polskiego Towarzystwa Tribologicznego, członkiem Akademii Inżynierskiej w Polsce, Sekcji Podstaw Eksploatacji Polskiej Akademii Nauk, American Society of Tribologists & Lubrication Engineers, Gesellschaft für Tribologie, European Materials Research Society, członkiem korespondentem i reprezentantem polskich tribologów w International Tribology Council. Został redaktorem naczelnym czasopisma „Tribologia” w 1990, zastępcą redaktora naczelnego czasopisma „Zagadnienia Eksploatacji Maszyn” (PAN), członkiem Rady Programowej czasopisma "Wear and Friction", zastępcą redaktora naczelnego zeszytów naukowych „Problemy Eksploatacji” (ITeE). Został przedstawiciel środowiska instytutów badawczych w Radzie Głównej Nauki i Szkolnictwa Wyższego, a w czerwcu wybrany wiceprzewodniczącym RGNiSzW.
W latach 1984–1990 w okresie dwóch kadencji pełnił funkcję prezesa środowiskowego AZS w Radomiu. Został członkiem rady nadzorczej klubu Czarni Radom.
Jego synem jest pisarz i dziennikarz Ziemowit Szczerek.

## Odznaczenia i nagrody
Odznaczenia
- Krzyż Oficerski Orderu Odrodzenia Polski (2011)[8]
- Krzyż Kawalerski Orderu Odrodzenia Polski
- Medal miasta Pittsburgh
- Medal im. Sendzimira dla wynalazców,
- Belgijski Krzyż Kawalerski i Oficerski za wynalazczość

Nagrody
- Złota Księga Wychowanków Politechniki Krakowskiej
- Nagroda Ministra Nauki i Szkolnictwa Wyższego
- Nagroda Rektora Politechniki Krakowskiej
- Nagroda Rektora Politechniki Świętokrzyskiej
- Nagroda Rektora Politechniki Radomskiej
- Nagroda Polskiego Towarzystwa Tribologicznego (za najlepszą książkę w 1997)